# 黒河内信次
黒河内 信次（くろこうち しんじ、1872年（明治5年3月） – 1923年（大正12年）2月12日）は、日本の陸軍軍人。基隆要塞司令官を務めた陸軍少将である。

## 生涯
旧会津藩藩士黒河内家の出身である。鳥羽・伏見の戦いを林権助の砲兵隊に属して戦った黒河内権之助の次男として北海道磯谷郡に生まれた。幼年学校を経て士官学校へ進み、5期を卒業。兵科は野戦砲兵で、少尉任官は1894年（明治27年）10月である。黒河内は射撃学校で教育を受け、野戦砲兵第七連隊（弘前）、野戦砲兵第八連隊（旭川）などで勤務。野戦砲兵第七連隊中隊長、野戦砲兵第八連隊大隊長、山砲兵第二大隊長、弘前陸軍兵器廠長を歴任した。日清、日露両戦役に出征し、金鵄勲章を授与されている。
1912年（大正元年）9月中佐、1916年（大正5年）11月に大佐へ進級。野戦砲兵第七連隊長在任中のシベリア出兵では、満州里で居留民保護にあたっている。1920年（大正9年）8月に少将へ昇進。基隆要塞司令官として要塞整備などを行った。1922年（大正11年）に待命となり、翌年死去。従四位勲三等功四級、稚松会創立会員。享年は52である。